# Mahide Lein
Mahide Lein (* 23. November 1949 in Frankfurt am Main) ist eine deutsche Kulturvermittlerin, ehemalige Clubbetreiberin und Leiterin einer Konzertagentur. Lein gilt als prägende Figur der Berliner Lesbenszene der 1980er und 1990er Jahren und ist bis heute als Aktivistin der LGBT-Bewegung über Berlin hinaus bekannt.

## Leben und Wirken
Mahide Lein wurde 1949 als eines von vier Geschwistern in Frankfurt-Höchst geboren, ihre Mutter war Akkordeonistin und Zeichnerin, Leins Vater arbeitete als Goldschmiede-Meister. Mahide Lein wuchs in Frankfurt auf und ging dort zur Schule. Nach einer Lehre zur Bürokauffrau und einem Jahr Tätigkeit in diesem Feld, begann Lein sich in der Frankfurter alternativen Szene zu engagieren. Als Aktivistin war sie in der Frankfurter Hausbesetzerszene wie in der Frauenbewegung aktiv. Lein gilt als Mitgründerin des ersten Lesbenzentrums in Frankfurt und als engagierte Kultur- und Kunstvermittlerin, unter anderem beim Café Niedenau und engagierte sich im Frauenbuchladen. Durch ihr Engagement bekam Lein ihr lesbisches Coming-out. Zeitgleich studierte Lein Politikwissenschaft und Religion an der Universität Frankfurt.
1977 zog Lein nach Berlin und führte dort ihr politisches, soziales und künstlerisches Engagement fort, zunächst im Kaffee Winterfeldt. Sie arbeitete in einem Frauenbuchladen und engagierte sich für ein Lesben- und Frauenzentrum. Von 1983 bis 1986 war sie unter anderem bei den Berliner Lesbenwochen und der Frauen-Sommeruni aktiv. 1986 bis 1990 organisierte sie den Künstlerinnentreff „PELZE-multimedia“ in einem ehemaligen Pelz-Laden und war ein Frauen-Nachtcafé mit Performances, Diskussionen und Ausstellungen zu aktuellen Themen. Ihr Engagement musste sie 1990 beenden. Auf Initiative von Rosa von Praunheim gründete Lein 1991 das erste lesbische Fernsehmagazin „LÄSBISCH-TV“ und produzierte zusammen mit anderen Frauen 27 einstündige Sendungen auf dem Kabelsender FAB, die von 1991 bis 1993 ausgestrahlt wurden.
1992 engagierte sich Lein erstmals auch mit männlichen Homosexuellen. Zusammen mit Andreas Strohfeldt, dem Frauenzentrum und der Tschaikowsky-Foundation veranstaltete sie 1992 den ersten CSD Russlands in Sankt Petersburg. 1993 organisierte sie den zweiten CSD, 1994 folgte das erste lesbischwule Film-Festival in Russland und 1995 die Retrospektive mit Rosa von Praunheim und Elfi Mikesch in St. Petersburg und Moskau.
Seit 1996 verbreiterte sie ihr Engagement und begann sich nicht nur LGBTTQI im Allgemeinen, sondern auch für Künstlerinnen und Künstler aller Kulturen in Berlin und weltweit einzusetzen. Lein gründete ihre Konzertagentur „AHOI“ und vertrat inzwischen 300 Musik-Gruppen. Außerdem betreibt sie ein kleines Label für afrikanische Musik und organisiert Festivals. Zwischenzeitlich betrieb sie im Club Kato die wöchentlichen afrikanischen Kultursalons MoKATO mit über 100 Bands aus Afrika und der afrikanischen Diaspora im U-Bahnhof Schlesisches Tor und produzierte mit Lama Gelek die großen Tibetischen Neujahrspartys LOSAR viele Jahre Lang mit Nina Hagen und anderen. Den queeren Filmpreis Teddy der Berlinale-Sektion „Panorama“ hat Lein als Betreuerin der Jury begleitet und ist bis heute dort Best-Girl. 2008 wirkte Lein in dem Film „Tote Schwule, lebende Lesben“ von Rosa von Praunheim mit. Auch Leins in ihrer Privatwohnung stattfindende Salons in Berlin-Kreuzberg sind feste Bestandteile ihres Wirkens als kulturelle Vermittlerin. Die Salons geben Raum für Kunst, Lesungen, Ausstellungen, Performances und unterschiedlichste Treffen. Besonders hervorzuheben ist das stets wechselnde Catering, welches sie selbst zubereitet.
Lein engagiert sich auch in der Gegenwart in der Berliner Kulturszene, unter anderem ist sie Mitglied im Vorstand Initiative KünstlerHilfeJetzt! zur Unterstützung notleidender Künstlerinnen und Künstler während der COVID-19-Pandemie. Sie ist auch Mitglied der Berlin Music Commission, welche Lein 2020 im Rahmen des Programms „Music Ambassador“ als „Berlin Music Ambassador“ auswählte, um „den Standort Berlin im In- und Ausland zu präsentieren und sich nachhaltig zu vernetzen“.

## Ehrungen und Auszeichnungen
- 2004: Zivilcouragepreis des CSD Berlin für ihr besonderes Engagement um die Gleichstellung von Lesben, Schwulen, Bisexuellen und Trans-Personen.
- 2018: Rainbow Award[10]
- 2018: Im gleichen Jahr, zu ihrem 69. Geburtstag, ehrte das Schwule Museum Berlin Lein mit einer eigenen Sonderausstellung zum Abschluss des „Jahres der Frau_en“ im Schwulen Museum.[11]
- 2020: Die Berliner Festspiele haben Lein „Holiday Sauce“ gewidmet, weil sie „als queere Feministin seit den 1970er-Jahren Brücken zwischen Kunst, Kultur, sozialem Engagement und grenzüberschreitenden Fragestellungen baut“[12]

## Filmlink
2020: Dokumentarfilm zu Pelze Multimedia, feministisches Filmkollektiv TINT und Janin Afken